# 홍정오
홍정오(1992년 2월 29일 ~)는 대한민국의 가수, 유튜버다. 2009년 싱글 《쓰레기》로 데뷔했다.

## 학력
- 위덕대학교

## 방송
- 쇼미더머니 10 (2021)
- 드랍더비트 (2022) - Top48(47위)

## 음반
- 쓰레기 (2009)
- BMN Pt.2 (2017)
- 초기화 (2019)
- 팡파르 (2020)
- 늦은 밤 (2020)